# Dr. Detroit
Dr. Detroit (Doctor Detroit) ist eine US-amerikanische Filmkomödie von Michael Pressman aus dem Jahr 1983.

## Handlung
Clifford Skridlow ist ein Literaturprofessor auf dem Chicagoer Monroe College, dessen Präsident Skridlows Vater ist. Er unterrichtet über das Thema Ritterlichkeit in der Literatur.
Skridlow lernt eines Tages vier Frauen kennen, die sich als Prostituierte erweisen. Der Zuhälter der Frauen, Smooth Walker, hat hohe Schulden bei der als Mom bekannten Chefin des organisierten Verbrechens in der Stadt. Er erfindet einen fiktiven Geschäftspartner, Doctor Detroit. Durch eine Reihe der Missverständnisse wird Skridlow für den Doctor Detroit gehalten. Er wird in Konflikte mit der Verbrecherwelt hineingezogen und bekämpft schließlich aktiv die von Mom angeführte Organisation. Gleichzeitig bemüht er sich, seine Aktivitäten vor seinen Eltern zu verheimlichen.

## Kritiken
Roger Ebert schrieb in der Chicago Sun-Times vom 13. Mai 1983, der Film sei nicht so vorhersehbar wie man es denken könne. Dies sei zum Teil der Präzision der Darstellung von Dan Aykroyd zu verdanken. Er verkörpere keinen „standardisierten“ Charakter, sondern bereichere ihn um kleine Nebenaspekte. Die Filmidee sei nicht besonders innovativ und könnte einer Sitcom entstammen, doch das Spiel von Aykroyd sei sehr innovativ.
Scott Weinberg schrieb am 22. September 2005 auf www.dvdtalk.com, der „sehr talentierte“ Dan Aykroyd wirke am besten, wenn er in einer Nebenrolle mit Chevy Chase, Eddie Murphy oder Bill Murray zusammenarbeite. Er sei nicht Jim Carrey – doch selbst Carrey wäre nicht imstande, diese „eher grelle Sitcom“ zu retten. Einige Nebendarsteller wie Fran Drescher und Donna Dixon seien bekannt, doch nur wenige hätten etwas nennenswertes zu tun. Das Drehbuch sei „witzlos“; ein Teil der Wirkungslosigkeit des Films sei dem Regisseur zuzuschreiben.

## Hintergrund
Der Film wurde in Chicago, auf dem Campus der Northwestern University in Evanston (Illinois) und auf dem Campus der University of Southern California in Los Angeles gedreht. Seine Produktionskosten betrugen schätzungsweise 8 Millionen US-Dollar. Der Film spielte in den Kinos der USA ca. 10,4 Millionen US-Dollar ein. Die im Abspann angekündigte Fortsetzung „Doctor Detroit II – The Wrath of Mom“ blieb unrealisiert (der Titel ist eine Parodie auf Star Trek II – The Wrath of Khan). Der Hauptdarsteller Dan Aykroyd heiratete am 29. April 1983 seine Filmkollegin Donna Dixon, welche die Rolle der Monica McNeil spielte.